# Franz-Joachim Freiherr von Rodde
Franz-Joachim Freiherr von Rodde (* 25. November 1922 in Neese; † 14. September 2011 in Wakendorf II) war ein Generalmajor des Heeres der Bundeswehr. In seiner letzten Verwendung war er Kommandeur der 3. Panzerdivision.

## Militärischer Werdegang

### Wehrmacht
Franz-Joachim von Rodde trat im Oktober 1940 als Offizieranwärter beim Panzerregiment 6 in die Wehrmacht ein. Im Februar/März 1942 war er als Rekrutenoffizier in der Panzerersatzabteilung 5 eingesetzt, ehe er als Zugführer im Panzerregiment 6 in Russland eingesetzt wurde. Ab Dezember 1942 wurde er im Stab der 1. Panzerarmee als Ordonnanzoffizier verwendet, dem sich ab April 1943 verschiedenen Adjutanturverwendungen im Panzerregiment 6 anschlossen. Im August 1944 wurde von Rodde schwer verwundet und lag bis März 1945 im Lazarett. Nach der Entlassung aus dem Lazarett wurde er bis Kriegsende als Kompaniechef in der Panzerersatzabteilung 5 verwendet. Bei Kriegsende geriet er im Mai 1945 in britische Kriegsgefangenschaft, aus der er im Juli 1945 entlassen wurde.

### Bundeswehr
Am 16. März 1956 trat Freiherr von Rodde als Hauptmann in die Bundeswehr ein. In seiner ersten Verwendung war er Hilfsreferent im Bundesministerium der Verteidigung. Anschließend wurde er im Dezember 1958 Kompaniechef im Panzerbataillon 13. Ab April 1958 folgten verschiedene Stabs- und Führungsverwendungen, u. a. als Kompaniechef und stellvertretender Bataillonskommandeur, im Panzerbataillon 184. Im Oktober 1962 wurde Freiherr von Rodde zum Kommandeur des Panzerbataillon 174 ernannt. Im Oktober 1964 folgte eine erneute Verwendung als Bataillonskommandeur im Panzerlehrbataillon 93. Im Oktober 1967 wurde er Gruppenleiter im ATV-Stab der Kampftruppenschule II. Während dieser Zeit war er im ersten Quartal 1968 Projektbegleiter für den Kampfpanzer „Leopard“ an der niederländischen Kavallerieschule. Im April 1970 wurde Freiherr von Rodde stellvertretender Kommandeur der Panzergrenadierbrigade 19, woran sich ab Oktober 1971 eine Verwendung als Regimentskommandeur des Panzerregiment 200 anschloss. Im Oktober 1974 wurde er als Kommandeur der Panzerlehrbrigade 9 eingesetzt. Auf diesem Dienstposten wurde er zum Brigadegeneral befördert. Mit Beförderung zum Generalmajor am 1. April 1978 wurde er Kommandeur der 3. Panzerdivision. Am 31. März 1983 wurde von Rodde in den Ruhestand versetzt.

## Zivilleben
Nach Entlassung aus der Kriegsgefangenschaft absolvierte von Rodde ab August 1945 eine landwirtschaftliche Lehre mit staatlicher Prüfung. Danach arbeitete er ab November 1945 bis April 1950 als landwirtschaftlicher Beamter und Gutsinspektor, ehe er nach kurzer Arbeitslosigkeit ab April 1950 bis zum Eintritt in die Bundeswehr als Angestellter bei der German Service Organisation arbeitete.

### Familie
Freiherr von Rodde war der Sohn des mecklenburgischen Kavallerie-Offiziers Joachim Freiherr von Rodde (* 1883) und seiner Ehefrau Hedwig. Roddes Großvater war der preußische Generalmajor August Franz von Rodde. Er war mit Oda, geb. Gräfin von Helldorff (1927–2012), verheiratet, einer Tochter von Wolf-Heinrich Graf von Helldorff. Sie hatten einen gemeinsamen Sohn.

## Auszeichnungen
- Eisernes Kreuz I. Klasse (1942)
- Panzerkampfabzeichen Silber III. Stufe (1944)
- Verwundetenabzeichen in Gold
- Großes Verdienstkreuz des Verdienstordens der Bundesrepublik Deutschland (1982)